# Sotto in sù

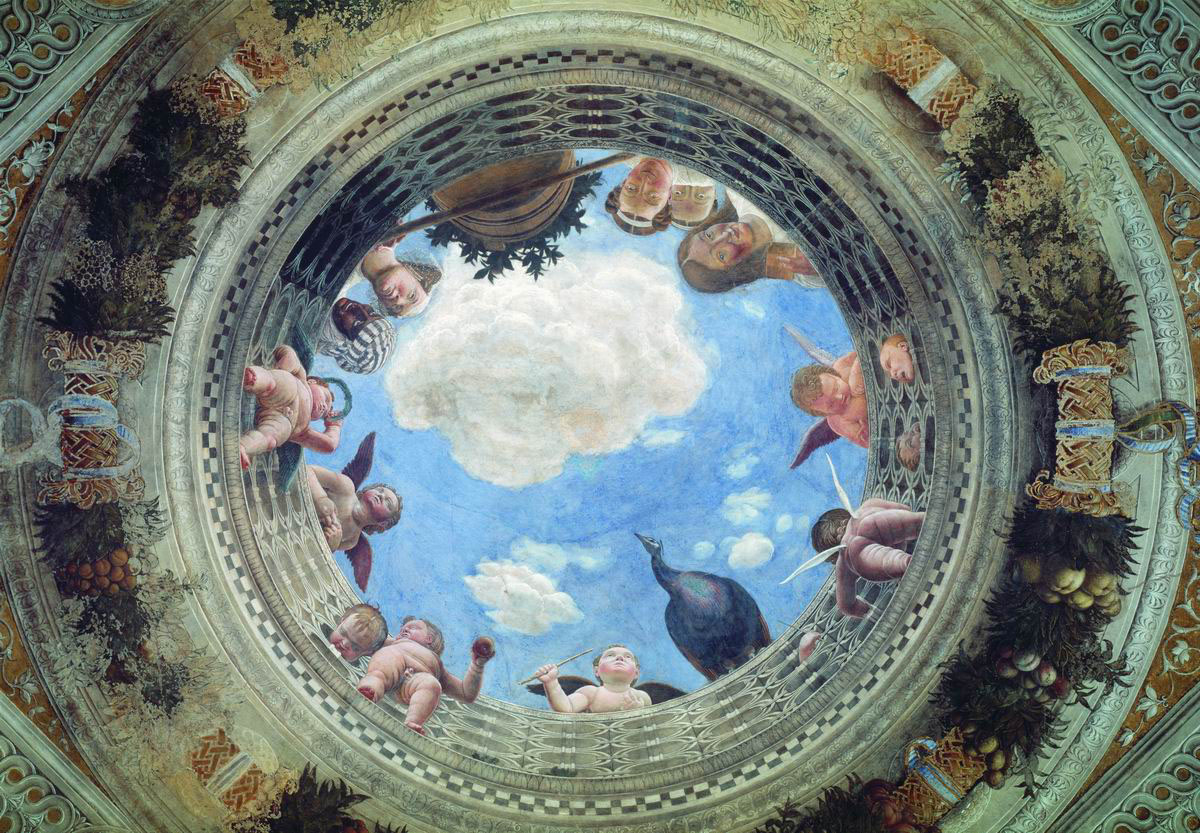
Exempel på sotto in sù: Andrea Mantegnas takmålning i Brudgemaket i Palazzo Ducale i Mantua.

Sotto in sù, italienska "nerifrån och uppåt", är en term som används om förkortningen i en takmålning så att figurerna nerifrån sett verkar flyta omkring i rummet. Tekniken användes av Andrea Mantegna (freskerna i Brudgemaket, Palazzo Ducale, Mantua) och nådde sin höjdpunkt under barocken.